# Ли Шуфан
 Ли Шуфан  (кит. 李淑芳, пиньинь Lǐ Shúfāng; 6 мая 1979, Циндао, Шаньдун) — китайская дзюдоистка в категории до 63 кг.

## Биография
Принимала участие в летних Олимпийских играх 2000 и летних Олимпийских играх 2004. В 2000 году завоевала серебряную медаль в полусреднем весе.
Четыре года спустя выбыла в одной восьмой финала в весовой категории до 63 кг.